# 额尔敦街道
额尔敦街道，是中华人民共和国内蒙古自治区锡林郭勒盟锡林浩特市下辖的一个乡镇级行政单位。

## 行政区划
额尔敦街道下辖以下地区：
葛根敖包社区、阿日嘎郎图社区、罕尼乌拉社区、新艾里社区、桃林塔拉社区、额尔德木腾社区、振兴社区、华油社区和新兴社区。